# Aphis marthae
Aphis marthae är en insektsart som beskrevs av Essig 1953. Aphis marthae ingår i släktet Aphis och familjen långrörsbladlöss. Inga underarter finns listade i Catalogue of Life.